# 舍瓦涅
舍瓦涅（法語：Chevagnes，法語發音：[ʃəvaɲ]）是法国阿列省的一个市镇，位于该省东北部，属于穆兰区。

## 地理
舍瓦涅（46°36'41"N, 3°33'3"E）面积49.78 平方千米，位于法国奥弗涅-罗讷-阿尔卑斯大区阿列省，该省份为法国中部省份，北起涅夫勒省、西北接谢尔省，西南至克勒兹省，南至多姆山省，东南临卢瓦尔省，东临索恩-卢瓦尔省。
与舍瓦涅接壤的市镇（或旧市镇、城区）包括：博隆、拉沙佩勒欧沙斯、谢济、吕西尼、帕赖勒弗雷西勒、阿科兰河畔蒂耶勒。

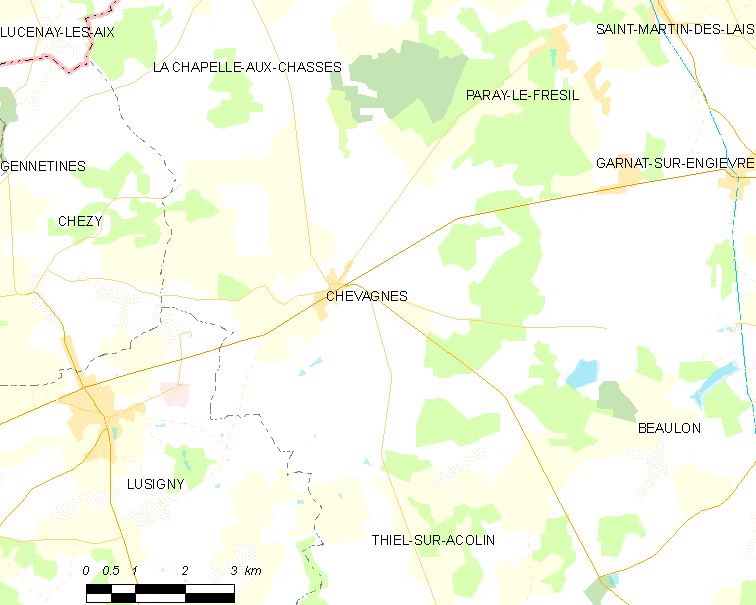
舍瓦涅的OSM定位图

舍瓦涅的时区为UTC+01:00、UTC+02:00（夏令时）。

## 行政
舍瓦涅的邮政编码为03230，INSEE市镇编码为03074。

## 政治
舍瓦涅所属的省级选区为贝布尔河畔栋皮埃尔县。

## 人口

1962-2008年间舍瓦涅人口变化图示

舍瓦涅于2022年1月1日时的人口数量为635人。